# ZENTA
ZENTA（ぜんた、1984年1月15日 - ）は、日本のギタリスト、ソングライター、編曲家。埼玉県出身。本名は土橋 善太（つちはし ぜんた）。

## 作品

### 楽曲提供
Ayasa
- 2015/12/09 「CHRONICLE I」（Mini Album）♪全作曲・編曲

AKB48
- 2014/01/22 「次の足跡」（Album）♪確信がもてるもの（作曲）

A.B.C-Z
- 2015/05/13 「A.B.Sea Market」（Album）♪特別な君へ（作曲）

いとうかなこ
- 2015/05/27 「Reactor」（Album）♪君の名前の風が吹く（作曲、ギター演奏）
  - スマートフォンRPG「オルタンシア・サーガ -蒼の騎士団-」OPテーマ

伊勢大貴
- 2014/09/10 「BE A HERO」（Album）♪Bad Trick（作曲、編曲、ギター演奏、ベース演奏）

内田彩
- 2014/11/12 「アップルミント」（Album）♪ドーナツ（作曲、編曲、ギター演奏、ベース演奏）

柿原徹也
- 2014/07/30 「ダンディギ・ダン」（Album） ♪Inside wall（作曲）[注釈 1]

北乃きい
- 2011/04/13 「心」（Album） ♪十九才（作曲）

CR真・花の慶次
- 「CR真・花の慶次 空へ」（Album）♪花よ、咲き誇れ!（作詞（共作）、作曲）
- 「CR真・花の慶次2」♪漢の喧嘩　美しく（作曲、編曲、ギター演奏）

JILLE
- 2019/05/31 「31」（Album）♪prologue（編曲）

SUPER☆GiRLS
- 2013/02/20 「Celebration」（Album） ♪DREAM SEEKER （作曲）

Sword of the Far East
- 2014/04/16 「Sword of the Fer East」（Album）♪希望の命（作曲）

Do As Infinity
- 2009/06/17 「∞1」（Single） ♪メラメラ（作詞・作曲） ♪Timeless（作詞・作曲）
- 2009/09/30 「ETERNAL FLAME」（Album） ♪メラメラ（作詞・作曲）
- 2011/01/19 「EIGHT」（Album） ♪僕が描いてた僕（作詞・作曲） ♪Dear memories（作曲）
- 2012/10/10 「X」（Album） ♪東京亜熱帯（作曲）
- 2013/02/13 「Do As Infinity 13th Anniversary-Dive At It Limited Live 2012」（DVD）♪東京亜熱帯
- 2024/9/2「Till We End The Day」（Digital Single）♪Till We End The Day（作曲・編曲・サウンドプロデュース）

戸松遥
- 2013/07/10 「PACHI PACHI PARTY」（Single）♪PACHI PACHI PARTY（作曲）

MY FIRST STORY
- 2017/07/19「ALL LEAD TRACKS」（Album）♪REVIVER（作曲）
  - スマートフォンRPG「オルタンシア・サーガ -蒼の騎士団-」第三部テーマソング

RAMI
- 2018/1/31 「Reloaded」（Album）♪全作曲、ギター、ベース演奏

### 編曲
misono
- 2013/10/09 「symphony with misono BEST」（Single）
  - ♪Junction Punctuayion Mark（編曲）
  - ♪61秒の…フラLetter 最後の初恋～コペルニクス的回転～（編曲）

斉藤秀翼
- 2015/02/11 「PARTY」（Album）♪約束の空へ（編曲、ギター演奏、ベース演奏）

ガールフレンド(仮)BD&DVD vol.4 特典キャラソン
- 2015/04/22 「ガールフレンド(仮)BD&DVD vol.4 特典キャラソン螺子川来夢（CV＊豊崎愛生）」（BD&DVD） ♪ロボティクス∞（編曲、ギター演奏）

### プレイヤー参加
渡辺麻友
- 2012/02/29 「シンクロときめき」（Single） ギターソロのみ演奏

美郷あき
- 2012/08/08 「愛のせいで眠れない」（Single）♪brilliant voice（ギター演奏）

大西洋平
- 2012/10/31 「僕らが最後に少年だった夏」（Album）
  - ♪今日に名前をつけるなら（ギター演奏）
  - ♪蜃気楼に消えないで（アレンジ・ギター演奏）
  - ♪プラスチックに永遠を（ギター演奏）

アイドリング!!!
- 2015/7/15 「Cheering You!!!」
  - ♪「いきまっしょ ワッショイ!!!」（ギター演奏）

中村繪里子
- 2013/10/31 「中村繪里子 Anniversary Live ら♥ら★ら♪なかむランド〜Love♥Laugh★Live♪〜」
  - ♪星屑スナイパー（ギター演奏）

FYT
- 2015/07/15「真っ赤なUSO」（Single）（ギター演奏）

ふなっしー
- 2015/7/22 「ふなっしーのふなふなふな日和」オリジナル・サウンドトラック～ふななななななな♪ひゃっはー～（Album）
  - ♪「ふなっしー絵描き歌♪」（ギター演奏）

こゑだ
- 2015/6/3「Nice to meet you.」
  - ♪「w.t.s.」（ギター演奏）

モンスターストライク
- 2017/10/01 「4周年特別記念番組」
  - ♪英雄の神殿（ギター演奏）
  - ♪爆絶（ギター演奏）
  - ♪神獣の聖域（ギター演奏）

### アニメ
ドラゴンボール超（テレビアニメ・Album ドラゴンボール超「超・主題歌集」）
- 挿入歌「究極の聖戦」（作曲・編曲）

ジョジョの奇妙な冒険 スターダストクルセイダース
- OP主題歌「STAND PROUD」（編曲・ギター演奏）

プリパラ　劇伴　ギター演奏
星刻の竜騎士　劇伴　ギター演奏
キングダム　2013/12/25　アルバム「キングダムキャラクターソングミニアルバム‐智‐」
- ♪闘わざるもの夢見るべからず 歌；エイ政（CV:福山潤）（ギター演奏）

マジンボーン　劇伴　ギター演奏
オルタンシア・サーガ　劇伴

### ゲームミュージック
- 2012/03/22 SEGA 「クロヒョウ2 龍が如く 阿修羅編」
  - バトルシーンBGM、約特典スペシャル映像DVD「真島のマジROCK」（作曲・編曲・Guitar）
- 2012/12/09 SEGA 「龍が如く5 夢、叶えし者」
  - バトルシーン・劇中BGM、アナザードラマ遥編「アイドルへの道」のキャラクター遥が歌う楽曲
- 2014/02/22 SEGA 「龍が如く 維新!」
  - バトルシーン・劇中BGM
- 2015/03/12 SEGA 「龍が如く0 誓いの場所」
  - バトルシーン・劇中BGM
- 2013/10/13 NINTENDO 3DS 「ダンボール戦機ウォーズ」
  - オープニングテーマ曲♪Real Answer（作曲）
- 2017/02/06 SEGA 「オルタンシア・サーガ-蒼の騎士団」
- 2018/04/18 サイバーエージェント 「オルタナティブガールズ2」
  - キャラクターソング「月下の軌跡」（作曲・編曲）
- 2019-2020 荒野のコトブキ飛行隊〜大空のテイクオフガールズ
- 2021/10/06 サイバーエージェント 「オルタナティブガールズ2」
  - キャラクターソング「カイゼルの花」（編曲）

BGM各種

### TV音楽
- 烈車戦隊トッキュウジャー（テレビ朝日）キャラクターソング ♪Green Anchor（作曲、編曲、ギター演奏、ベース演奏）
- 日曜劇場「S -最後の警官-」（TBSテレビ）劇伴ギター演奏
- 星刻の竜騎士（TOKYO MX）劇伴ギター演奏

### CM音楽
- KFC ホット&スパイシーチキン「第三のチキン、現る」篇（作曲、編曲、ギター、ベース演奏）
- ACジャパン2012年度全国キャンペーンCM 「ハイ!」
- バンダイ 「モンスーノ」テレビCM
- AOKI 「ハイブリッドスーツ」テレビCM

### オムニバスCDアルバム

#### 「The Sport～侍～」
- Are You Ready? (#05)
- Final Round (#06)
- Battle Field (#11)
- Dash! (#12)
- Limit Point (#17)
- Get The Victory (#18)
- Rise Again (#23)
- Heat Beat (#24)

#### 「The Sport～なでしこ～」
- Start! (#05)
- Asian Spirit (#06)
- Drive (#11)
- Crash (#12)
- Game (#17)
- Power (#18)
- Winter And Loser(#23)
- Locker Room (#24)

## 雑誌・インタビュー記事
- We ROCK 2018年3月号「RAMI&ZENTA＝アルバム発売記念対談」
  - 68～71ページに、ZENTAがギター、ベース、作曲を担当したメタル・クイーン"RAMI"のセカンド・アルバム「Reloaded」の制作秘話や、そのアルバムサウンドを作り上げた自身のプライベートスタジオ"ZENTA Studio"を写真と共に特別公開している。
- SOUND DESIGNER 2018年5月号　「エレキギター録音大辞典、プロのギター録音環境＆テク見」
  - 20~23ページに、自身のプライベートスタジオでのギター録音のこだわりなどについてインタビューを掲載されている。
- Cubase,アーティストインタビュー Steinberg Creatvity First
  - 音楽を志すきっかけやCubaseの魅力などについて語っている。
- Sound&Recording Magazine2021年1月「特集　プライベートスタジ2021」
  - 80~85ページ・カラー6ページにてこだわり抜いた自身のプライベートスタジオの様子とインタビューが掲載されている。